# Сан-Джорджо-Маджоре (базилика)

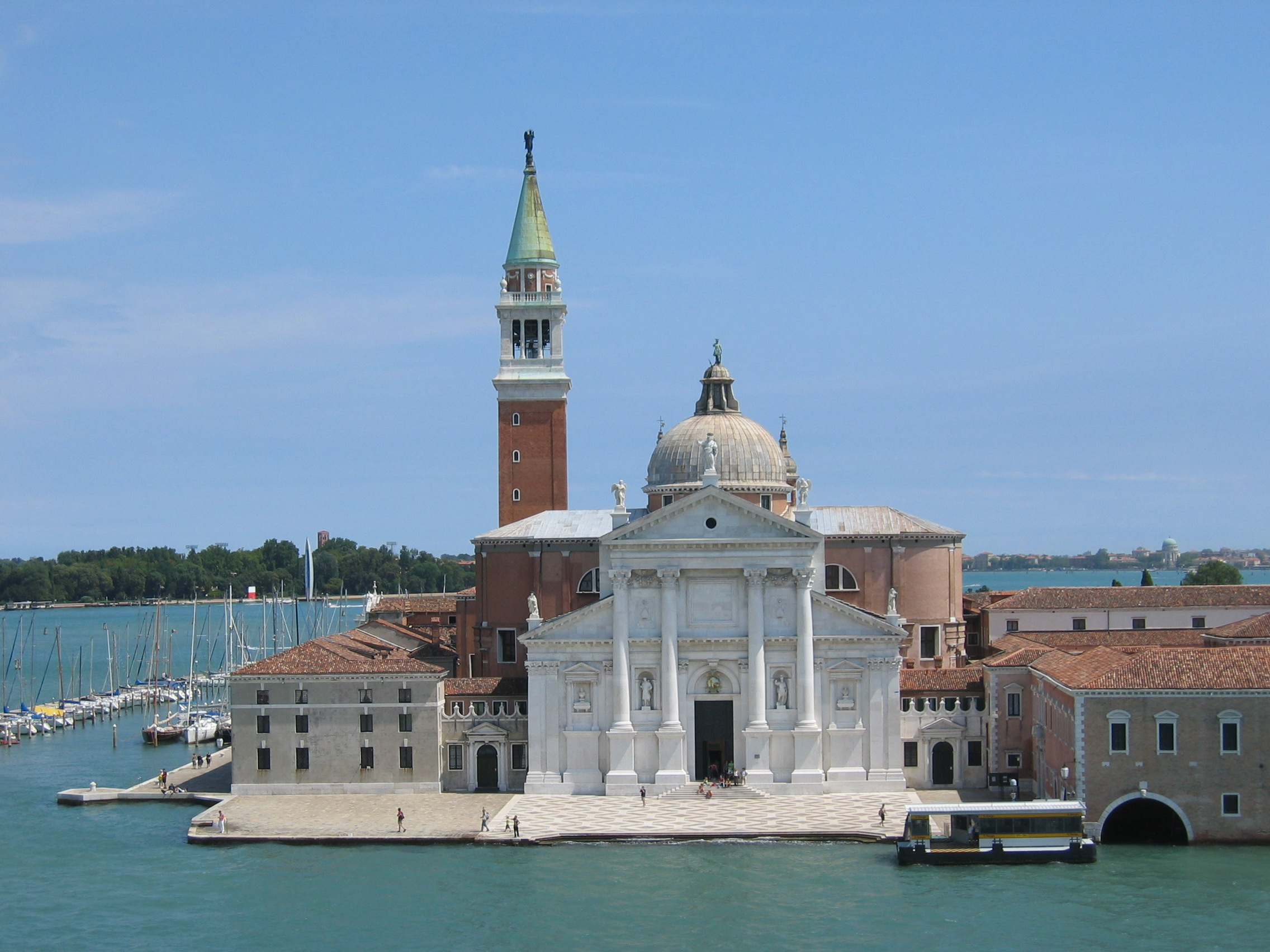
Вид на остров и церковь Сан-Джорджо-Маджоре

Сан-Джо́рджо-Маджо́ре (итал. La Сhiesa di San Giorgio Maggiore — церковь Святого Георгия; венец. San Zorzi Mazór) — базилика бенедиктинского монастыря Святого Георгия в Венеции, на острове Сан-Джорджо-Маджоре (остров получил название «Маджоре» — Главный, чтобы отличать его от острова Сан-Джорджо-ин-Альга). Церковь не имеет статуса собора, а является «малой базиликой» (basilica minore), или монастырской церковью (итал. chiesa monasterio). Монастырский комплекс, включающий церковь, «кипарисовый двор» (Chiostro dei Cipressi) и трапезную (refettorio del convento di San Giorgio Maggiore) построены по проекту выдающегося архитектора Андреа Палладио в 1566—1591 годах. Фасад церкви завершал ученик мастера Винченцо Скамоцци между 1607 и 1610 годами, через тридцать лет после смерти Палладио.

## История

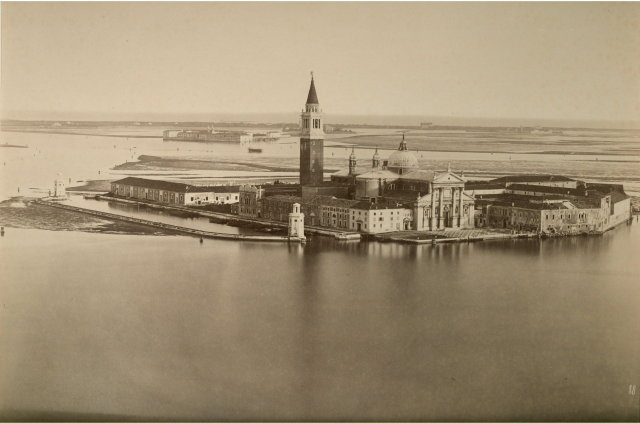
Базилика Сан-Джорджо-Маджоре в 1870-х годах

Первая церковь, посвящённая Святому Георгию (San Giorgio), была построена на острове около 790 года. В 982 году дожем Трибуно Меммо остров был подарен монаху-бенедиктинцу блаженному Джованни Морозини, который основал монастырь и стал его первым аббатом. В 1223 году здания монастыря были разрушены землетрясением, но позднее восстановлены. В 1229 году здесь был похоронен дож Пьетро Дзиани, а в 1433 году монастырь принял Козимо де Медичи, Старшего, изгнанного из Флоренции, который основал здесь библиотеку.
В 1521 году было принято решение о строительстве нового храма. Падуанского архитектора Андреа Палладио пригласили сначала для строительства трапезной монастыря, а затем и для возведения новой церкви. В 1566 году был заложен первый камень, а к 1575 году возведены периметральные стены и барабан купола. Последний был завершён в 1576 году, а хор — в 1591 году. Фасад был построен между 1607 и 1610 годами Винченцо Скамоцци, через тридцать лет после смерти Палладио.

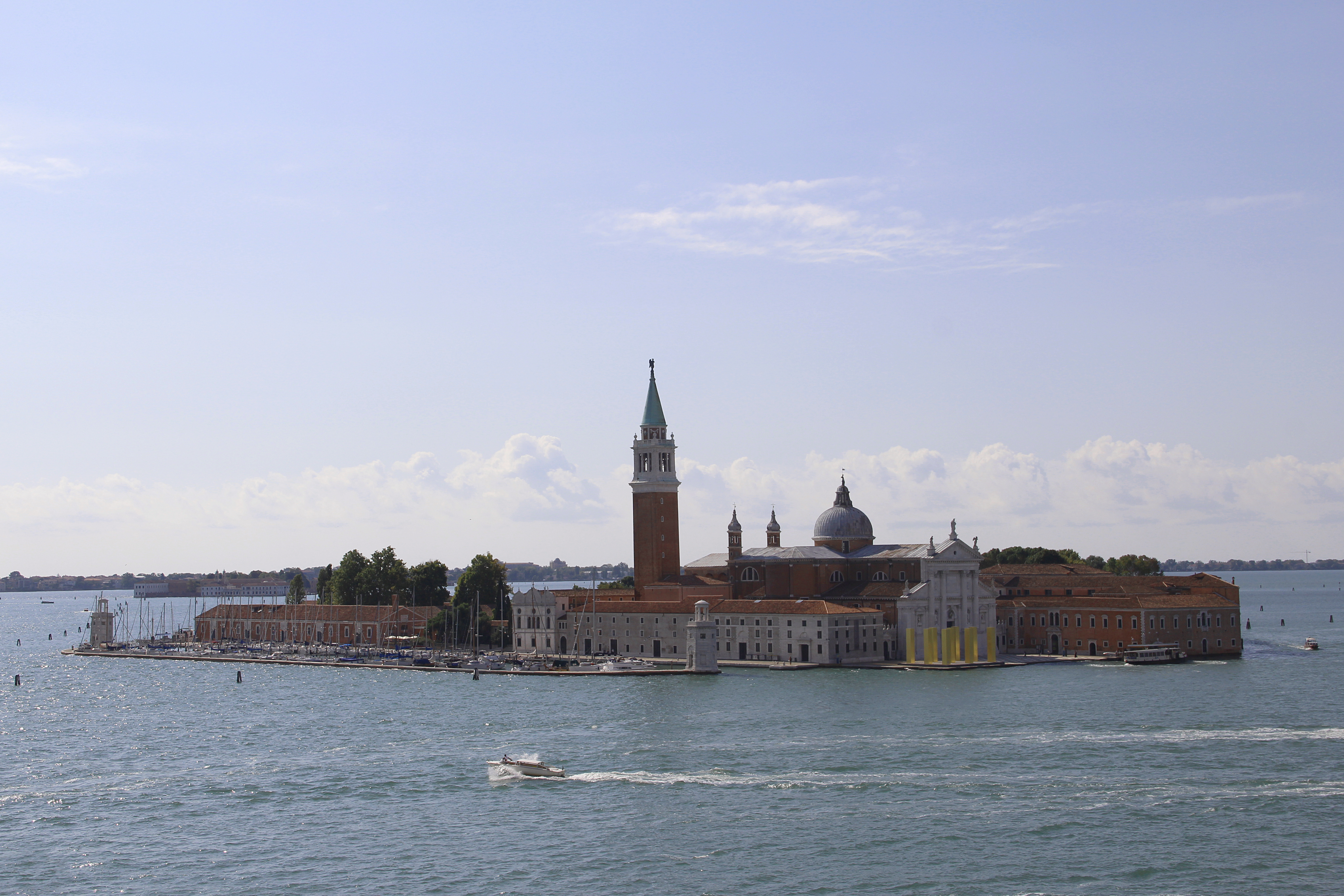
Остров и базилика Сан-Джорджо-Маджоре

Кампанила (колокольня) высотой 63 м была спроектирована сомасским (мужской орден клириков по месту происхождения) архитектором Бенедетто Буратти и датируется 1791 годом (ранее существовавшая колокольня рухнула в 1774 году). Квадратная в плане кампанила построена из истрийского камня, имеет облицованный мрамором павильон, откуда открывается уникальная панорама на Венецианскую лагуну, и типично венецианский конический шатёр.
Значение монастыря было таково, что во время оккупации Рима французской армией, в нём в 1799—1800 годах проходил конклав, на котором был избран папа Пий VII, там же прошла папская коронация. Кардиналы собирались в «Ночном хоре» (или «Зимнем хоре»), где до сих пор экспонируется картина Витторе Карпаччо «Святой Георгий, поражающий дракона» (1516).
В 1808 году расположенный на острове монастырь был закрыт Наполеоном Бонапартом. Здания были превращены в казармы и изменены до неузнаваемости. Военный гарнизон занимал монастырь даже при правительствах Австро-Венгерской империи и Королевства Италии. Позднее деятельность монастыря была восстановлена. Монахи-бенедиктинцы до настоящего времени служат в церкви. В марте 1900 года папа Лев XIII возвёл церковь Сан-Джорджо в ранг малой базилики.
В 1951 году монастырь был приобретён графом Витторио Чини (1885—1977) и к 1956 году отреставрирован вместе с окружающей территорией. Фонд имени Джорджо Чини с резиденцией на острове был создан графом в 1954 году в память о погибшем в 1949 году сыне. По завещанию графа Чини его фамильный дворец Палаццо Лоредан-Чини вместе с коллекциями произведений живописи и искусства перешёл в собственность Фонда. Благодаря Фонду на острове Сан-Джорджо-Маджоре работают музеи Фонда Чини, институты истории искусства, институт литературы, музыки и театра, а также учебные заведения — профессиональный Центр искусств и ремёсел, Мореходная школа. Кроме того, здесь проходят конференции и выставки классического и современного искусства.
Архитектор Луиджи Виетти, освоив дополнительную площадь, в 1954 году создал Зелёный амфитеатр под открытым небом, его архитектура напоминает и старинные театры, и зелень венецианских вилл.

## Архитектура
Базилика Сан-Джорджо-Маджоре считается одной из самых известных работ Андреа Палладио. Церковь имеет три нефа, в которых расположено шесть капелл. Две капеллы также имеются в трансепте.
Наиболее примечателен фасад церкви, созданный по декорационному принципу. Он представляет собой цитату из архитектуры античного Рима, довольно необычно выглядящую посреди специфичной готическо-византийской архитектуры «Царицы морей». Беломраморный фасад, напоминающий композицию древнеримской триумфальной арки с высоко, по римскому обычаю, поднятыми на цоколях колоннами пышного коринфского ордера, прикрывает собой кирпично-красную базилику, сохранившую средневековую планировку. Этот принцип Палладио использовал при сооружении и других венецианских храмов: Сан-Пьетро-ди-Кастелло, Сан-Франческо-делла-Винья и Реденторе. Построение фасада повторяет решение церкви Сан-Франческо-делла-Винья, который изначально был спроектирован и выполнен Якопо Сансовино. Композицию фасада Сан-Джорджо сравнивают также с похожей постройкой Леона Баттисты Альберти церковью Сант-Андреа в Мантуе (проект 1472 г.), фасад которой воспроизводит римскую триумфальную арку в Анконе (115 г. н. э.).

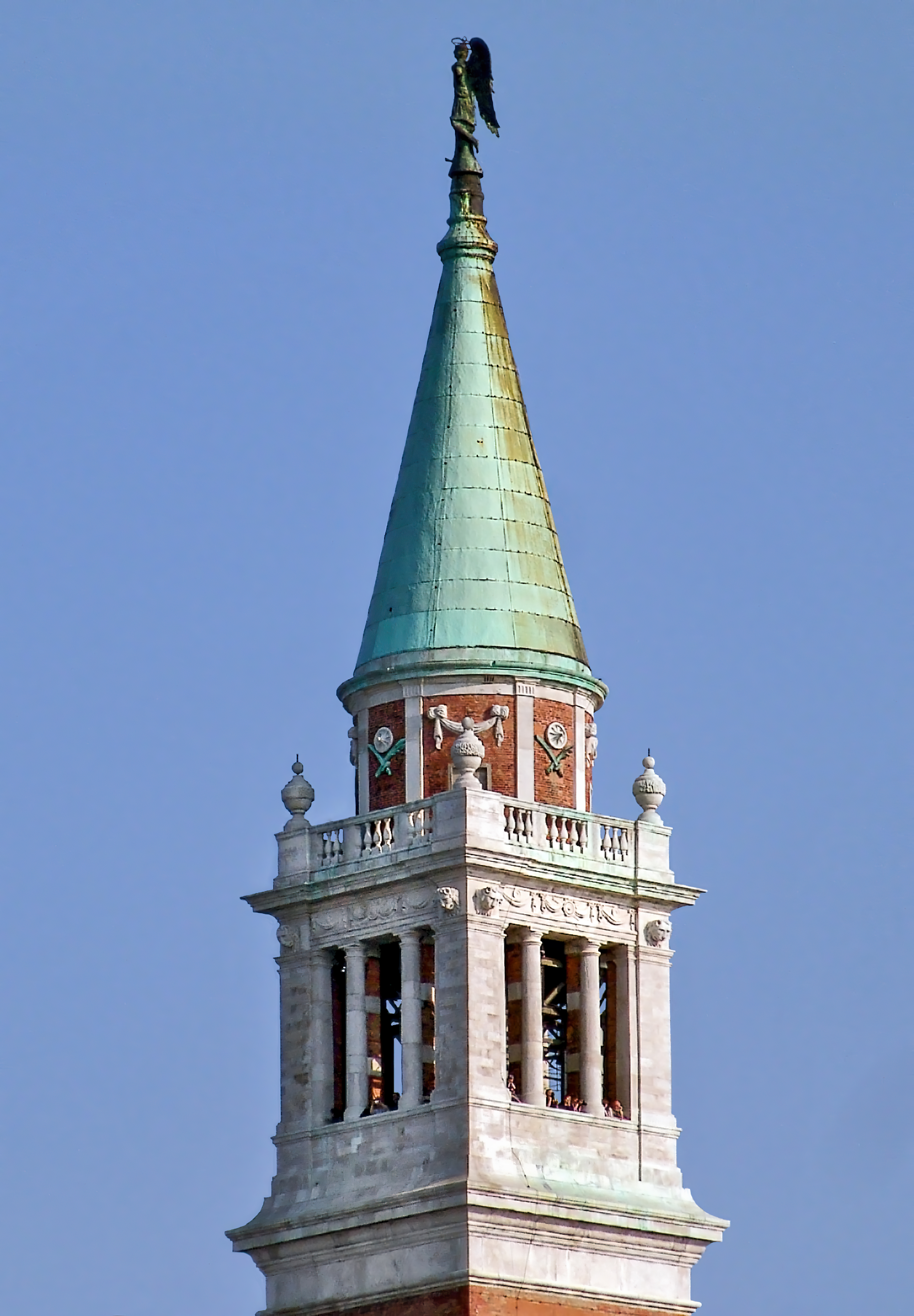
Кирпичная колокольня постройки 1791 года

В 1643 году руководством Бальдассаре Лонгены к главному фасаду была пристроена парадная лестница, а «пьяццале» (площадка) перед храмом вымощена разноцветным, бело-розовым мрамором. Выдающимся произведением палладианской архитектуры является кьостро (монастырский двор), окружённый со всех четырёх сторон галереями с «ордерными аркадами по колоннам».

## Интерьер церкви
При входе в церковь мы видим второй, внутренний портал, представляющий собой палладианскую интерпретацию предыдущего. Главный неф, перекрытый коробовым сводом, пронизан светом. Везде доминирует белый мрамор и белая штукатурка стен. Освещённость усиливают окна барабана купола и большие термальные окна в верхних частях нефа и трансепта. Замысел архитектора, как и в других схожих постройках, например в церкви Иль Реденторе (1577), вероятно, заключался в переосмыслении темы сводчатых перекрытий древнеримских терм, что проявилось уже в ранних проектах Палладио, таких как Вилла Вальмарана в Вигардоло (1542).
Из пресбитерия, через проёмы колоннады, за алтарём видно пространство апсиды и хор с деревянными резными креслами пресвитеров, расположенных полукругом. Столь необычная планировка, как считают историки венецианской архитектуры, также навеяна структурой древнеримских вилл.
Главный алтарь выполнен итальянским скульптором Джироламо Кампаньей и украшен фигурой Иисуса Христа, стоящего на шаре, поддерживаемом четырьмя евангелистами.
По венецианской традиции храмы города обильно украшали картинами знаменитых художников. В церкви Сан-Джорджо находятся выдающиеся произведения живописи: шесть картин работы Тинторетто, среди них «Тайная вечеря» (1592—1594), «Воскресение Христа со святым Андреем и членами семьи Морозини», а также надгробный памятник дожа Доменико Микеле, сооружённый в 1640 году Бальдассаре Лонгеной взамен разрушенного. Драгоценности и предметы ювелирного искусства хранятся в Сокровищнице сакристии храма.

## Брак в Кане Галилейской
Для трапезной аббатства монахи заказали выдающемуся венецианскому живописцу Паоло Веронезе картину на тему «Брак в Кане Галилейской». Изображения на сюжеты трапез: «Тайной вечери» или «Брака в Кане» по традиции украшали стены трапезных комнат монастырей. Картина была написана менее, чем за год (1562—1563). Она была задумана художником в связи с архитектурным пространством Палладио и находилась между колоннами под большим термальным окном.
В период Наполеоновских войн Венеция была захвачена французскими войсками. 16 мая 1797 года Франция подписала мирное соглашение с Венецией, согласно которому город обязался выплатить три миллиона турских ливров наличными, ещё столько же оборудованием для военно-морского флота, а также передать Французской республике три линейных корабля, два фрегата, двадцать картин и пятьсот манускриптов на выбор французского командования. Для выполнения последнего пункта соглашения было отобрано восемнадцать картин, в том числе «Брак в Кане Галилейской».
26 сентября 1797 года свёрнутую в рулон картину погрузили на корабль до Тулона. Далее по рекам и каналам картину доставили на Сену, и 16 июля шедевр Веронезе прибыл в Париж. Ещё десять дней понадобилось для организации перевозки картины в Лувр, он назывался тогда Музеем Наполеона, куда картина прибыла 27 июля 1798 года. Шедевр Веронезе разместили в «Квадратном салоне» музея.
После окончательного падения Империи Наполеона Бонапарта в 1815 году большую часть вывезенных им из Италии произведений искусства удалось вернуть. Однако юридически оформленные основания договора 1797 года делают пребывание картины в Лувре вполне законными. Тем не менее, дискуссия продолжается, и Италия делает всё новые попытки вернуть картину в Венецию. В 2007 году при поддержке Фонда Чини была изготовлена цифровая копия картины и размещена на стене трапезной аббатства.

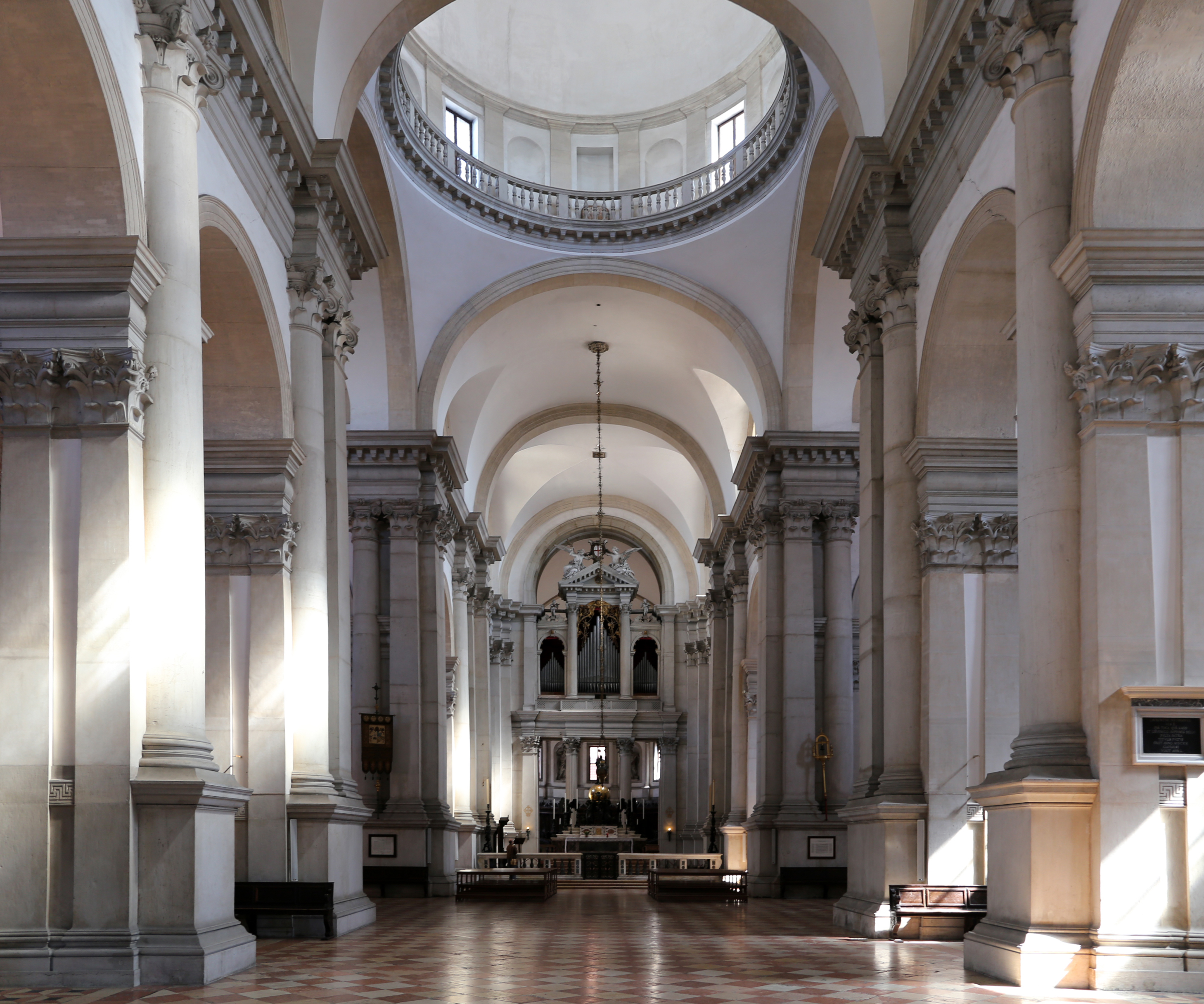
Базилика Сан-Джорджо-Маджоре. Интерьер главного нефа
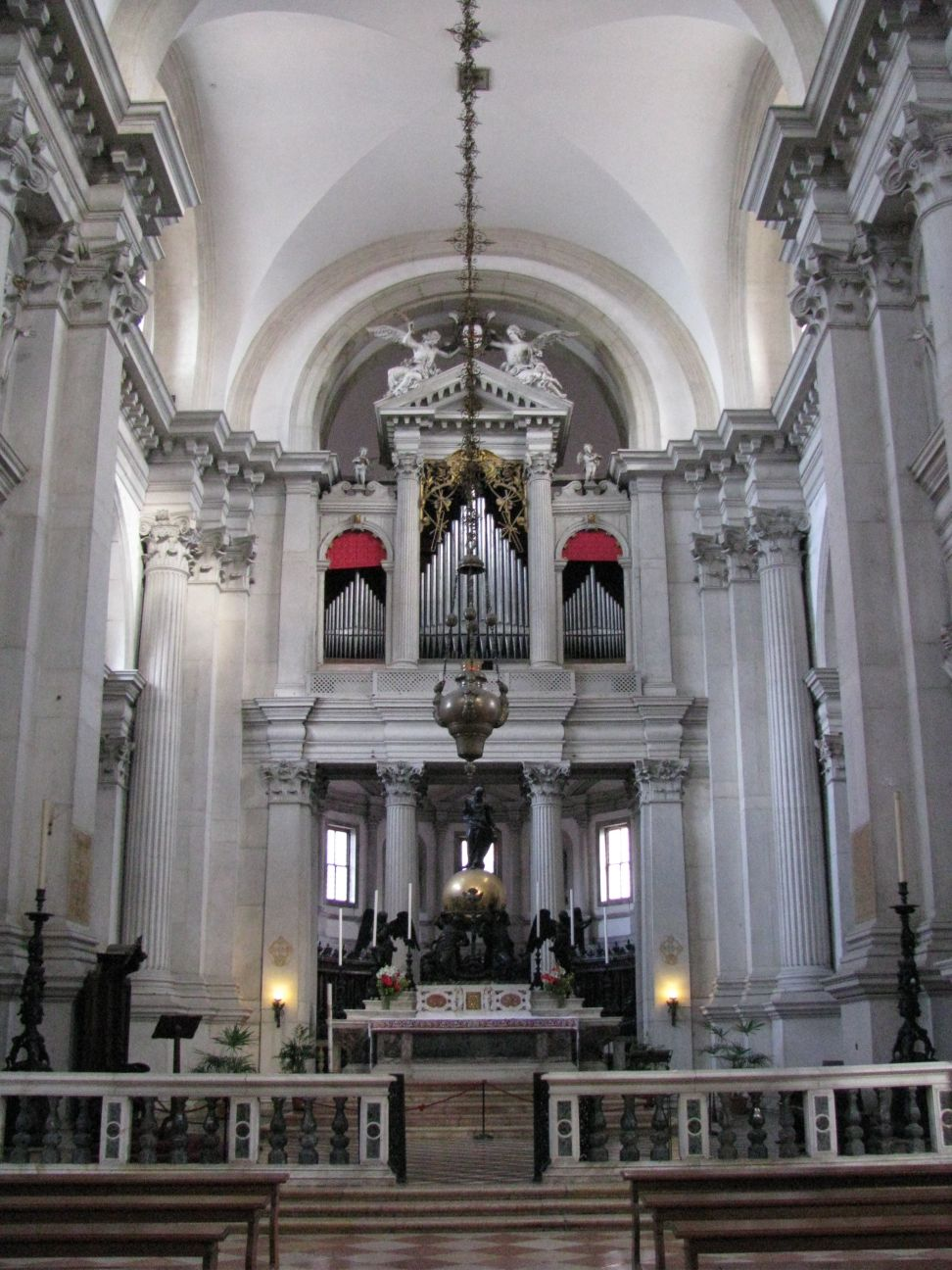
Орган и главный алтарь
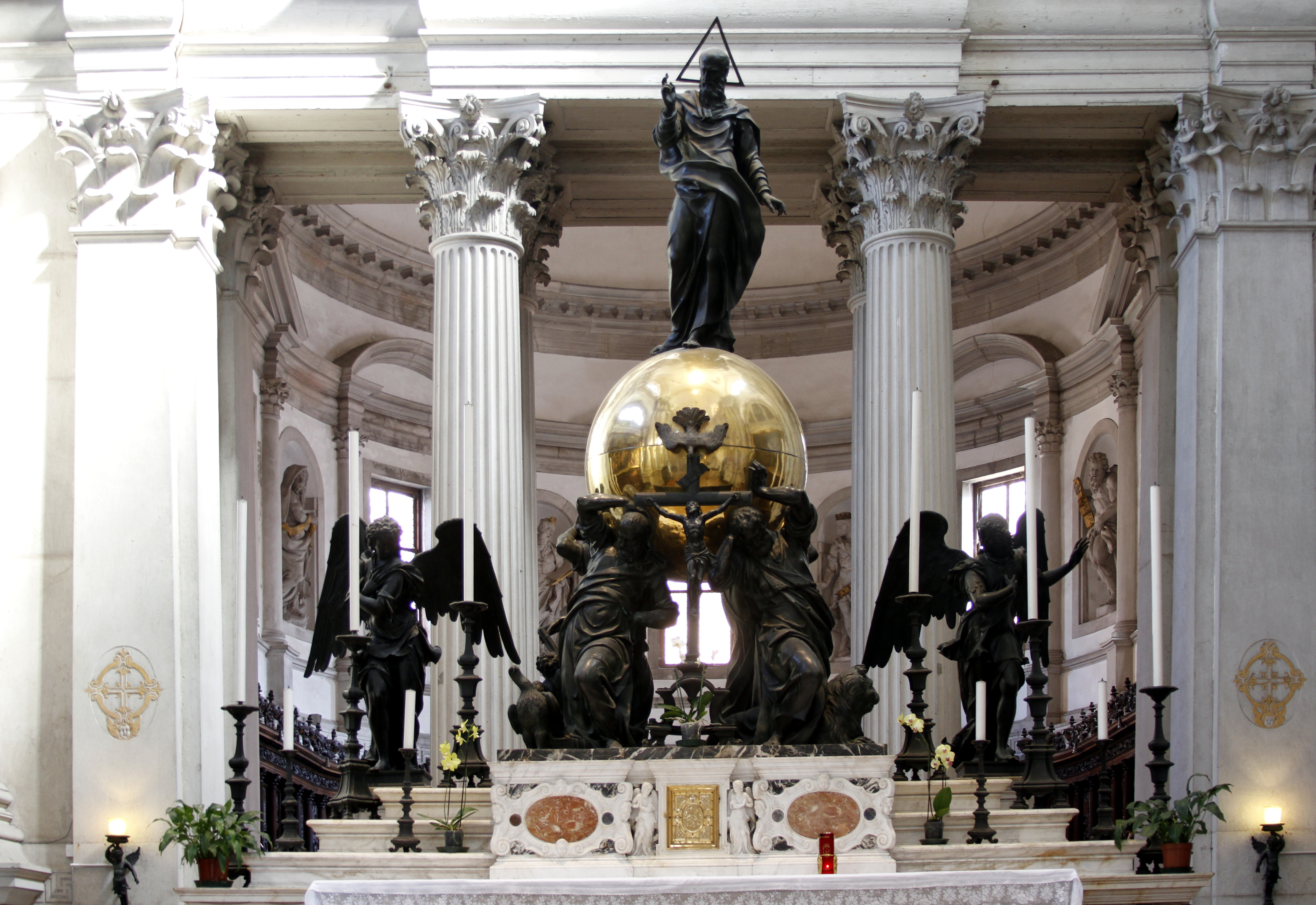
Главный алтарь. Между 1591 и 1593 гг. Бронза. Скульптор Дж. Кампанья
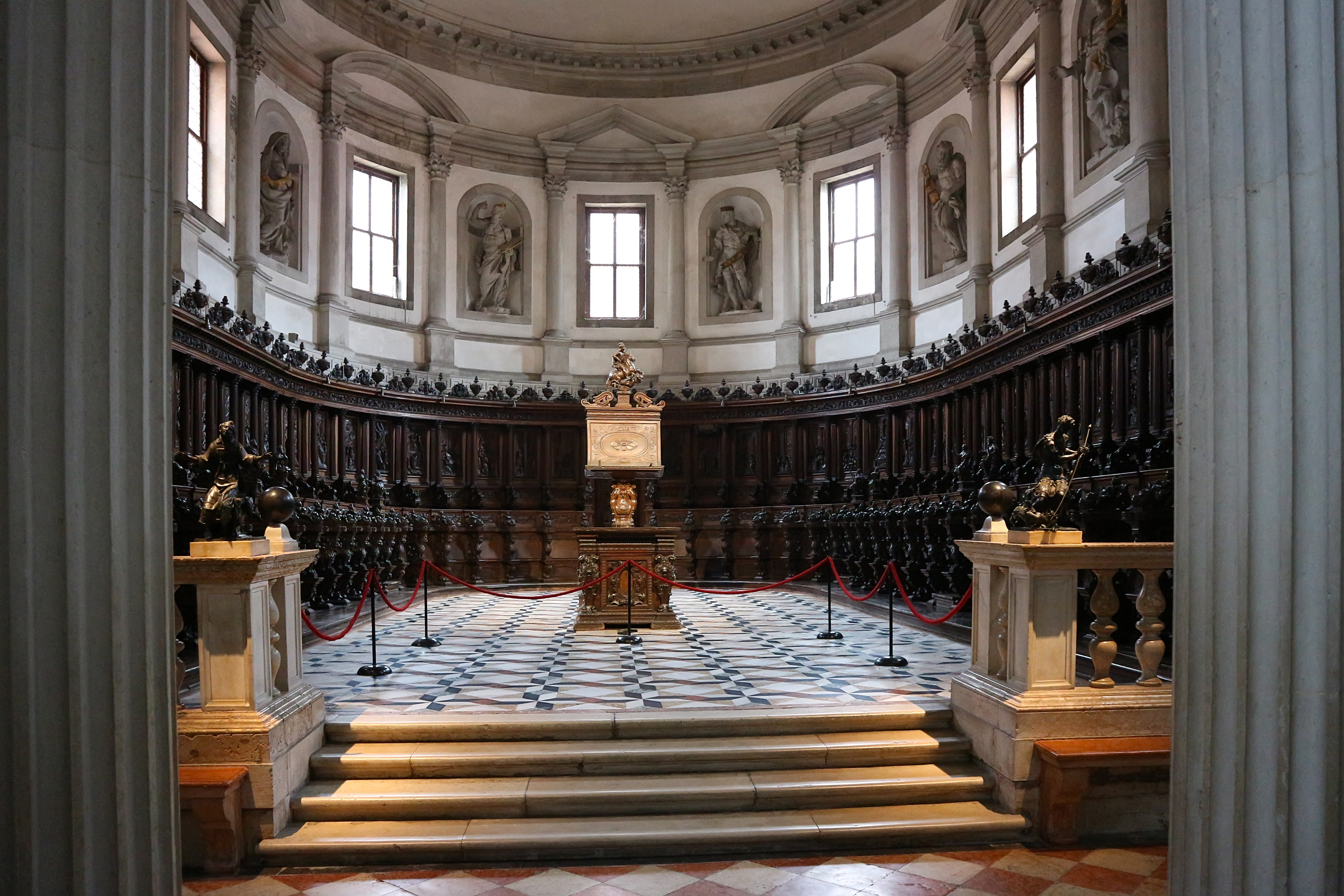
Кресла хора
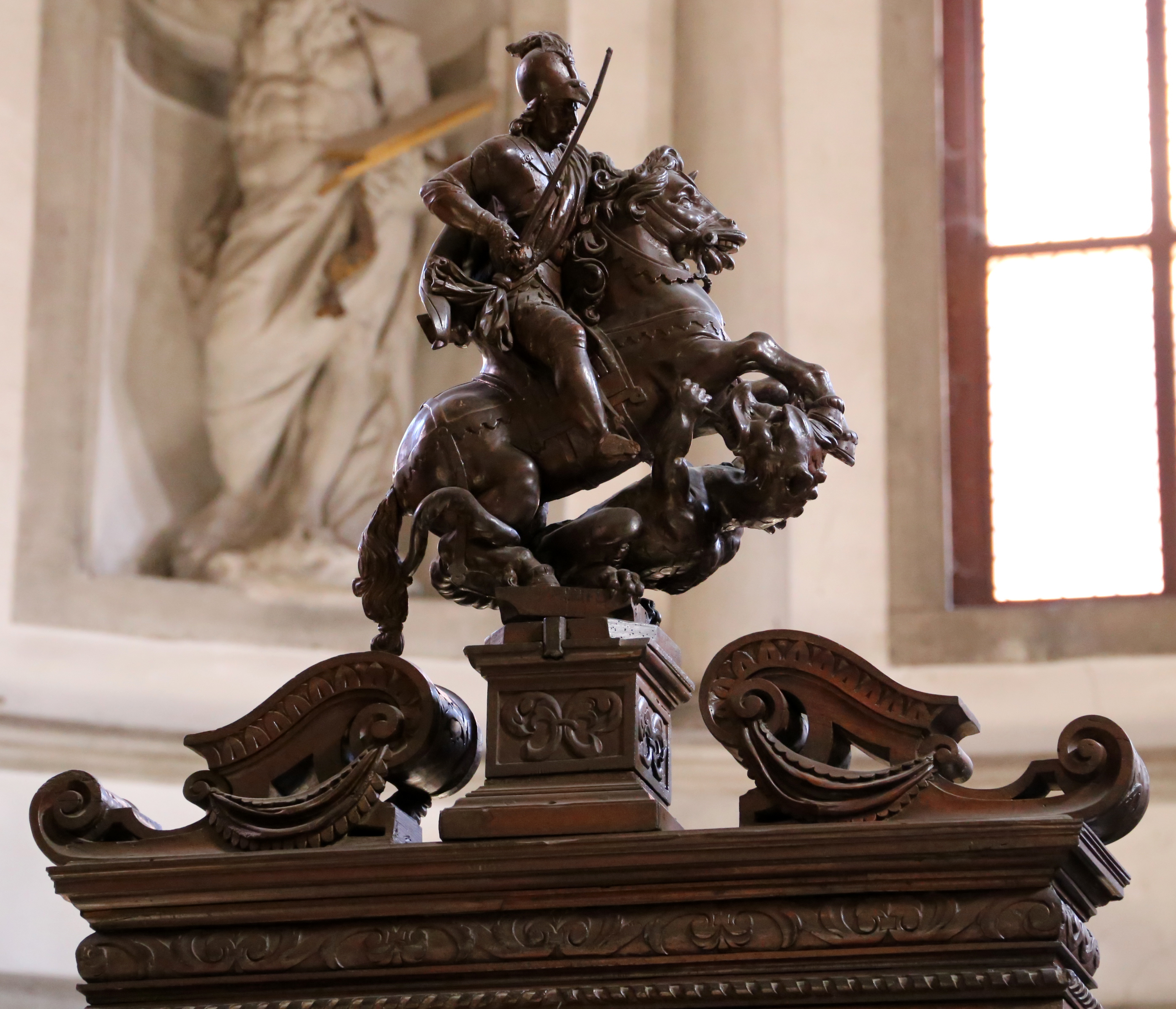
Святой Георгий, побеждающий дракона. 1594—1598. А. Ван дер Брюль и Г. Гатти. Дерево. Хор церкви
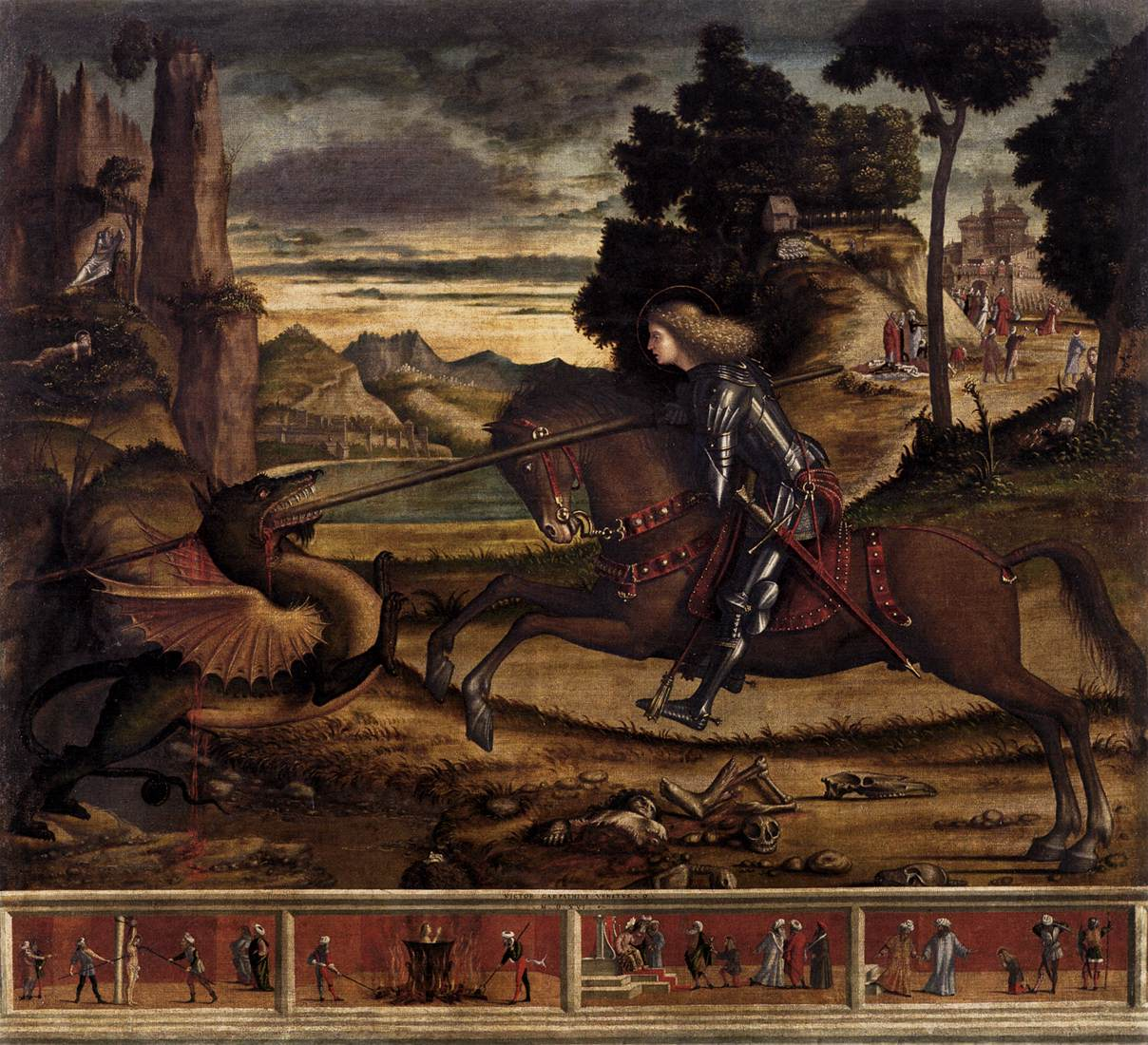
В. Карпаччо. Святой Георгий, поражающий дракона. 1516. Холст, масло. Хор церкви
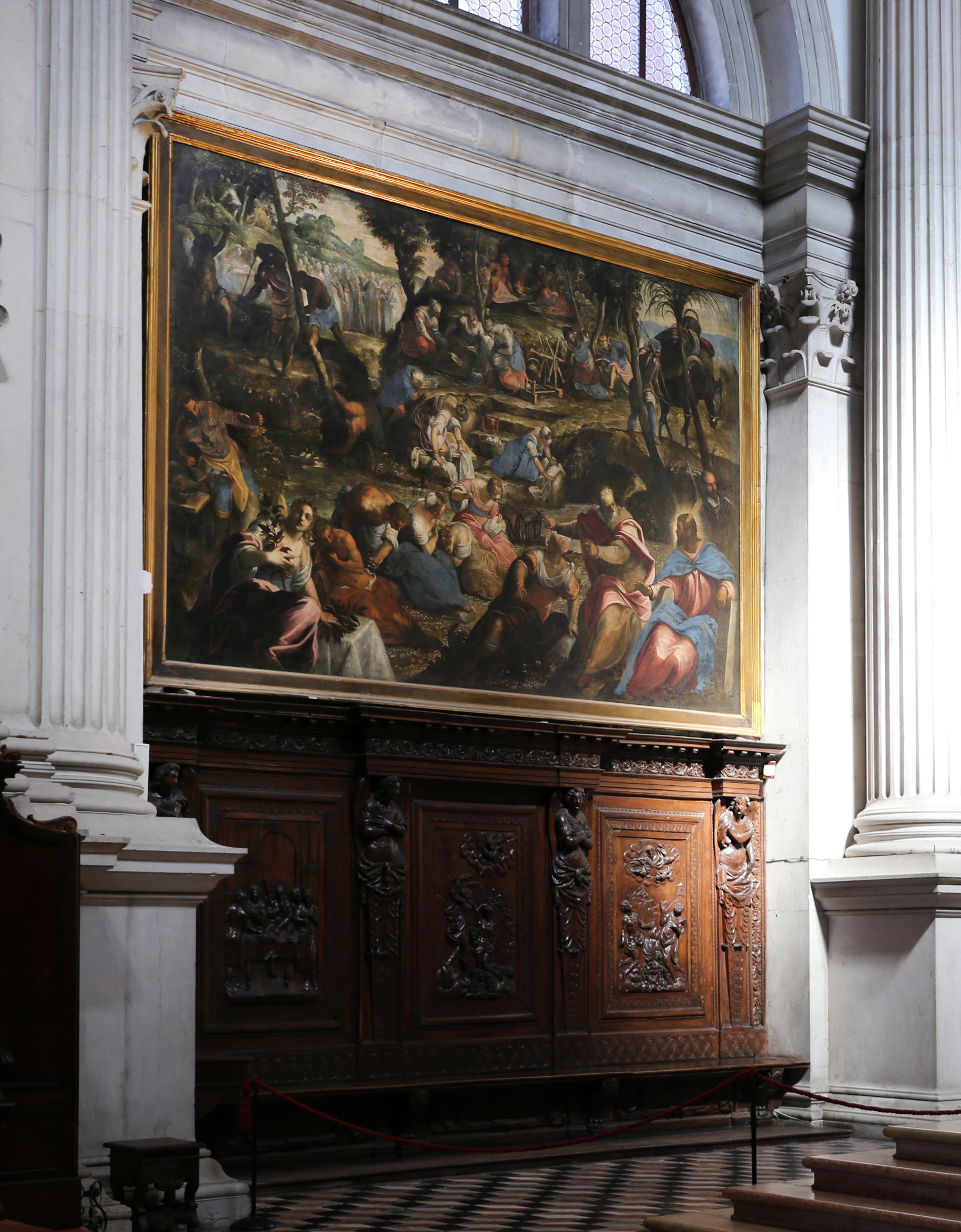
Тинторетто. Сбор манны небесной. Картина в нефе церкви
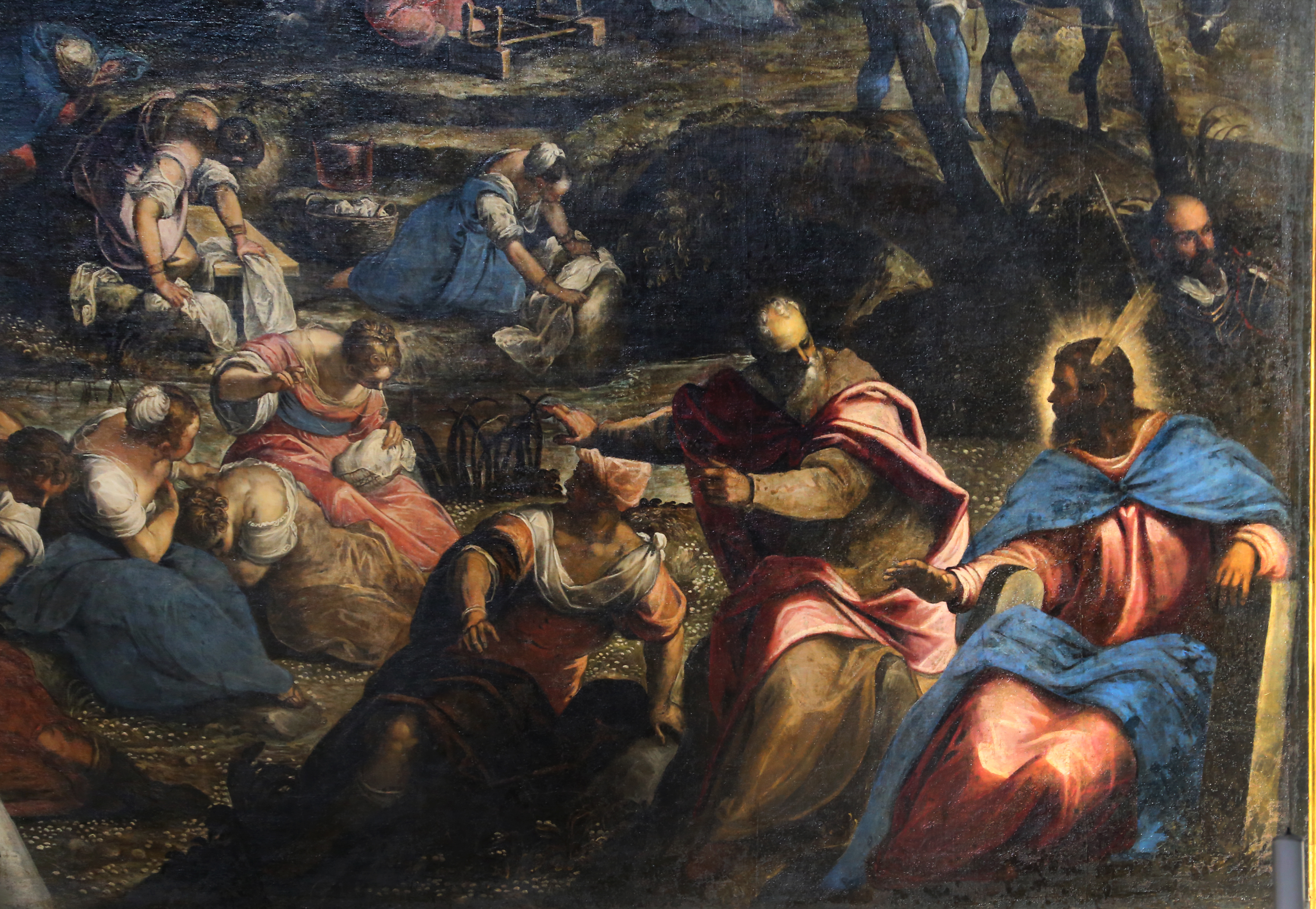
Tинторетто. Сбор манны (Евреи в пустыне). 1594. Холст, масло
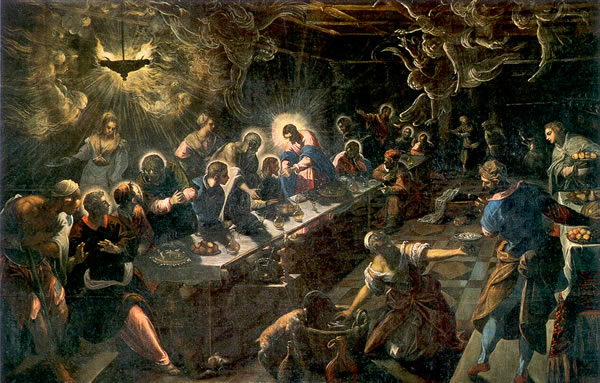
Тинторетто. Тайная вечеря. 1592—1594. Холст, масло
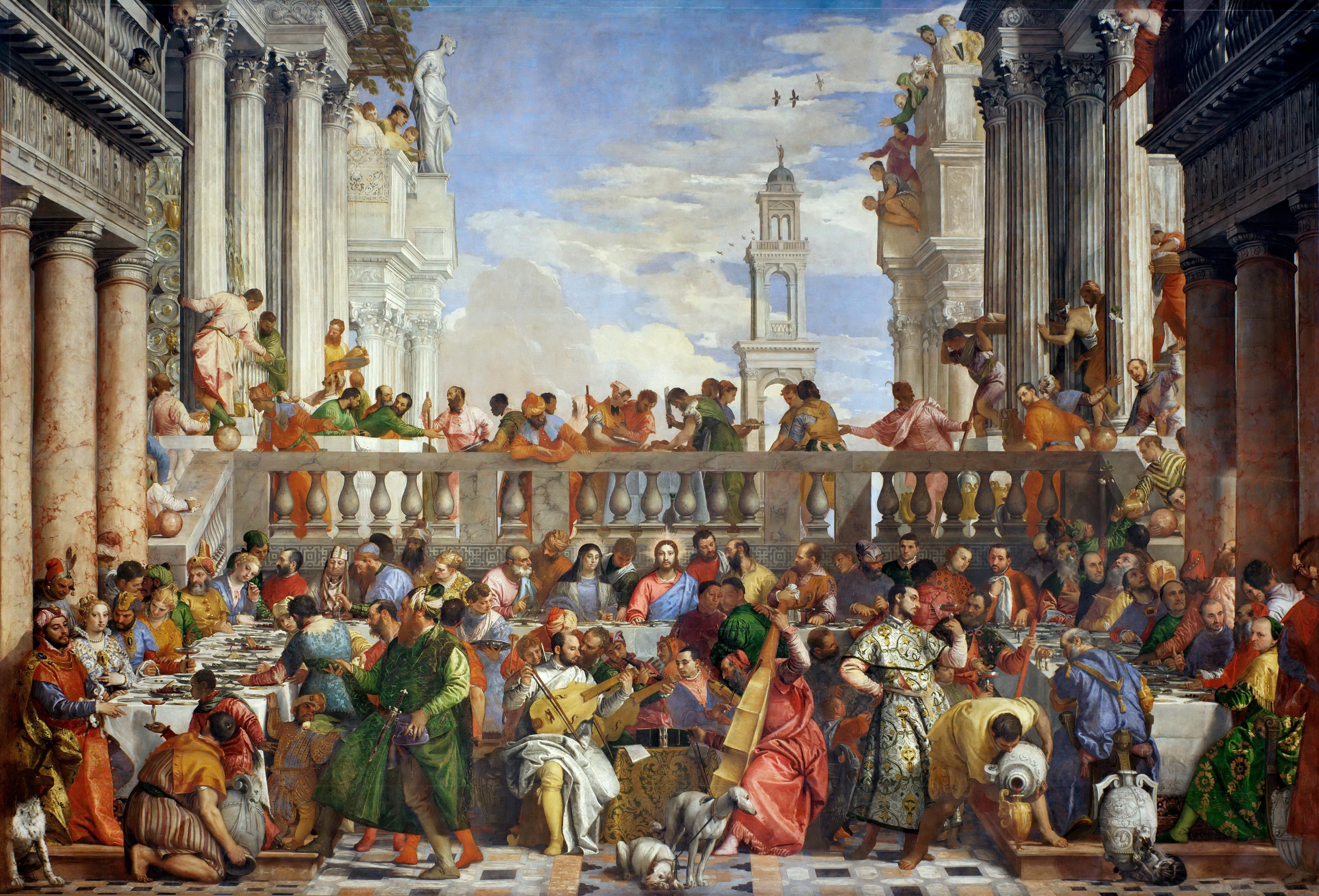
Веронезе. Брак в Кане Галилейской. 1563. Холст, масло. Лувр, Париж
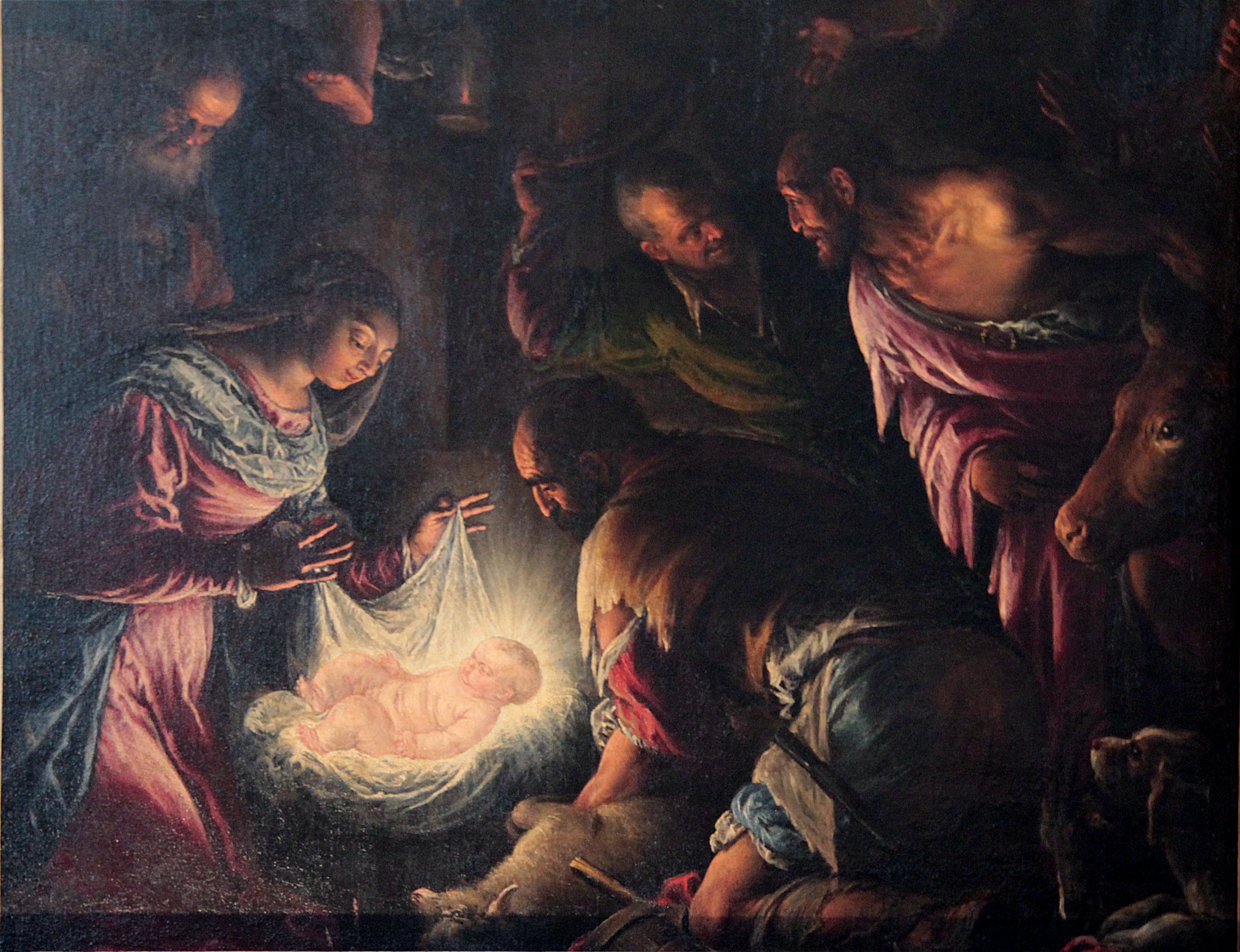
Я. Бассано. Поклонение пастухов